# Ярославль (Кировская область)
Ярославль — деревня в Слободском районе Кировской области в составе Закаринского сельского поселения.

## География
Находится на расстоянии примерно 23 км по прямой на юго-восток от районного центра города Слободской.

## История
Была известна с 1717 года как деревня Ярославская с 3 дворами и населением 38 душ. В 1764 году отмечено здесь 64  жителя. В 1873 году было учтено дворов 15 и жителей 137, в 1905 23 и 146, в 1926 31 и 169, в 1950 16 и 61 соответственно. В 1989 году было учтено 122 постоянных жителя. Нынешний вариант названия фигурирует с 1978 года. 

## Население
Постоянное население  составляло 71 человек (русские 87%) в 2002 году, 43 в 2010.